# Advocates’ Hall

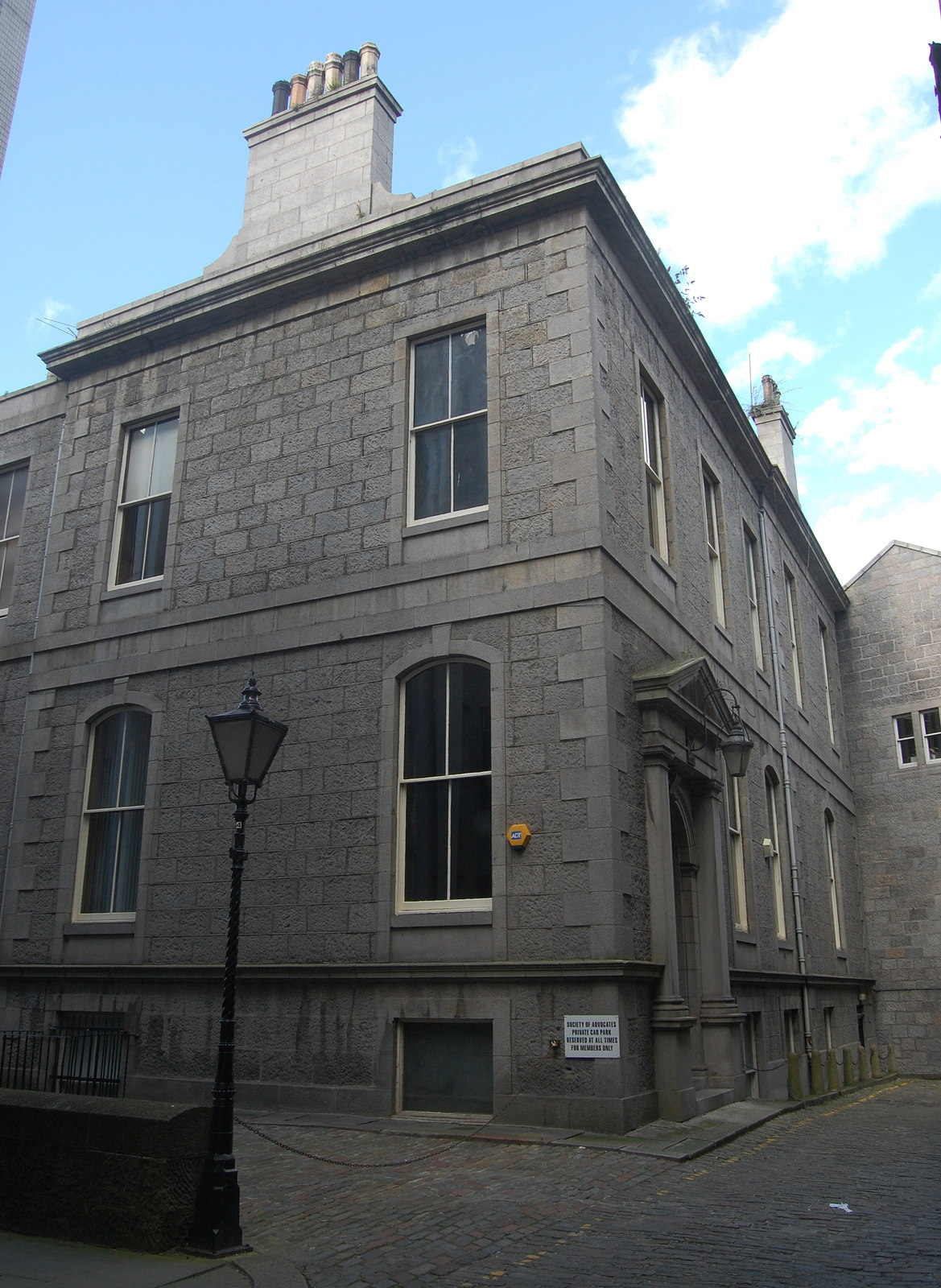
Advocates’ Hall

Die Advocates’ Hall ist ein Versammlungsgebäude in der schottischen Stadt Aberdeen. 1984 wurde das Bauwerk in die schottischen Denkmallisten in der höchsten Denkmalkategorie A aufgenommen.

## Geschichte
Die Society of Advocates in Aberdeen wurde im 16. Jahrhundert als Anwaltsvereinigung von Aberdeen gegründet. In den 1860er Jahren wurde der Bau des neuen Rathauses von Aberdeen vorangetrieben. Angeschlossen an das Rathaus wurde das Justizgebäude von Aberdeen. Zu dieser Zeit unterhielt die Anwaltsvereinigung ein 1837 nach einem Entwurf John Smiths errichtetes Versammlungsgebäude an der Einmündung des Back Wynd in die Union Street (114–122 Union Street). Um die räumliche Nähe zur Justiz zukünftig zu gewährleisten, ließ die Anwaltsvereinigung die Advocates’ Hall in Nähe des neuen Rathauses errichten. Mit der 1869 begonnenen Planung wurde der schottische Architekt und spätere Bürgermeister von Aberdeen James Matthews betraut. 1873 wurde die Advocates’ Hall eröffnet. Die Bleiglasfenster wurden von Cottier & Co. gefertigt, während der örtliche Architekt Arthur Clyne für wesentliche Elemente der Innenausgestaltung verantwortlich zeichnet.

## Beschreibung
Das klassizistische Gebäude steht am schmalen Concert Court an der Rückseite des Neuen Rathauses und gegenüber dem heute zur Universität Aberdeen gehörenden Marischal College mit der Greyfriars John Knox Church. Das Mauerwerk des zweigeschossigen Gebäudes ist aus grauen Granitquadern aufgemauert. Seine südostexponierte Hauptfassade ist fünf Achsen weit, jedoch asymmetrisch aufgebaut. Das Rundbogenportal mit dorischen Pilastern und Dreiecksgiebel ist links angeordnet. Die hohen Fenster des Erdgeschosses sind segmentbogig ausgeführt. Schlichte Ziersimse gliedern die Fassaden vertikal. Das Gebäude schließt mit zwei Halbwalmdächern mit traufständigen Kaminen.